# 350GP

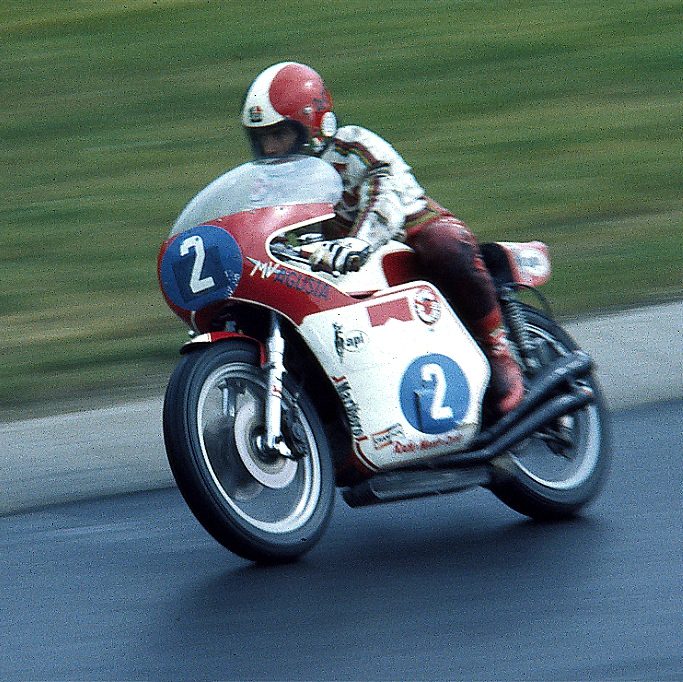
Giacomo Agostini på sin MV Agusta. Den mest framgångsrika kombinationen i 350-klassen. Foto från Nürburgring 1976.

350GP eller 350cc eller 350-kubiksklassen i roadracing var en klass i världsmästerskapen i Grand Prix Roadracing för motorcyklar som kördes från det första världsmästerskapet säsongen 1949 till och med säsongen 1982.
350GP var en prototypklass med en högsta cylindervolym på 350 cm³ – därav namnet på klassen.
Framgångsrika konstruktörer i 350GP var MV Agusta, Honda, Yamaha, Moto-Guzzi, Kawasaki med flera.

## Världsmästare
34 världsmästerskap i 350cc-klassen delades ut och 17 förare delade på dessa titlar. Framgångsrikast är Giacomo Agostini som blev världsmästare 7 gånger. Samtliga världsmästare i tabellen nedan.
| Plats | Förare            | Land               | Antal VM-titlar | Mästar- säsonger                         |
| ----- | ----------------- | ------------------ | --------------- | ---------------------------------------- |
| 1     | Giacomo Agostini  | Italien            | 7               | 1968, 1969, 1970, 1971, 1972, 1973, 1974 |
| 2     | Jim Redman        | Rhodesia & Nyasal. | 4               | 1962, 1963, 1964, 1965                   |
| 3     | John Surtees      | Storbritannien     | 3               | 1958, 1959, 1960                         |
| 4=    | Fergus Anderson   | Storbritannien     | 2               | 1953, 1954                               |
| 4=    | Kork Ballington   | Sydafrika          | 2               | 1978, 1979                               |
| 4=    | Geoff Duke        | Storbritannien     | 2               | 1951, 1952                               |
| 4=    | Mike Hailwood     | Storbritannien     | 2               | 1966, 1967                               |
| 4=    | Bill Lomas        | Storbritannien     | 2               | 1955, 1956                               |
| 4=    | Anton Mang        | Västtyskland       | 2               | 1981, 1982                               |
| 10=   | Keith Campbell    | Australien         | 1               | 1957                                     |
| 10=   | Johnny Cecotto    | Venezuela          | 1               | 1975                                     |
| 10=   | Jon Ekerold       | Sydafrika          | 1               | 1980                                     |
| 10=   | Bob Foster        | Storbritannien     | 1               | 1950                                     |
| 10=   | Freddie Frith     | Storbritannien     | 1               | 1949                                     |
| 10=   | Gary Hocking      | Rhodesia & Nyasal. | 1               | 1961                                     |
| 10=   | Takazumi Katayama | Japan              | 1               | 1977                                     |
| 10=   | Walter Villa      | Italien            | 1               | 1976                                     |

## Grand Prix-segrar
| Plats | Förare              | Land               | Antal segrar | År för 1:a- sista seger |
| ----- | ------------------- | ------------------ | ------------ | ----------------------- |
| 1     | Giacomo Agostini    | Italien            | 54           | 1965 - 1976             |
| 2     | Jim Redman          | Rhodesia & Nyasal. | 21           | 1962 - 1965             |
| 3     | Mike Hailwood       | Storbritannien     | 16           | 1962 - 1967             |
| 4     | John Surtees        | Storbritannien     | 15           | 1956 - 1960             |
| 5     | Kork Ballington     | Sydafrika          | 14           | 1976 - 1979             |
| 6     | Geoff Duke          | Storbritannien     | 11           | 1950 - 1958             |
| 7     | Johnny Cecotto      | Venezuela          | 9            | 1975 - 1980             |
| 8     | Anton Mang          | Västtyskland       | 8            | 1980 - 1982             |
| 9=    | Fergus Anderson     | Storbritannien     | 7            | 1953 - 1954             |
| 9=    | Bill Lomas          | Storbritannien     | 7            | 1955 - 1956             |
| 9=    | Takazumi Katayama   | Japan              | 7            | 1977 - 1978             |
| 12=   | Gary Hocking        | Rhodesia & Nyasal. | 6            | 1960 - 1961             |
| 12=   | Gregg Hansford      | Australien         | 6            | 1978 - 1979             |
| 12=   | Jon Ekerold         | Sydafrika          | 6            | 1979 - 1981             |
| 15=   | Freddie Frith       | Storbritannien     | 5            | 1949                    |
| 15=   | Jarno Saarinen      | Finland            | 5            | 1971 - 1972             |
| 15=   | Teuvo Länsivuori    | Finland            | 5            | 1971 - 1974             |
| 18=   | Ray Amm             | Rhodesia & Nyasal. | 4            | 1952 - 1954             |
| 18=   | Ken Kavanagh        | Australien         | 4            | 1952 - 1956             |
| 18=   | Phil Read           | Storbritannien     | 4            | 1961 - 1972             |
| 18=   | Walter Villa        | Italien            | 4            | 1976                    |
| 22=   | Bob Foster          | Storbritannien     | 3            | 1950                    |
| 22=   | Keith Campbell      | Australien         | 3            | 1957                    |
| 22=   | Frantisek Stasny    | Tjeckoslovakien    | 3            | 1961 - 1965             |
| 22=   | Janos Drapál        | Ungern             | 3            | 1972 - 1973             |
| 22=   | Jean-Francois Baldé | Frankrike          | 3            | 1982                    |